# سفارة أستراليا في البرتغال
سفارة أستراليا في البرتغال هي أرفع تمثيل دبلوماسي لدولة أستراليا لدى البرتغال. تقع السفارة في لشبونة وهي تهدف لتعزيز المصالح الأسترالية في البرتغال.

## وصلات خارجية
- قائمة سفارات أستراليا
- قائمة السفارات في البرتغال